# Оннёнсонвон
Оннёнсонвон (кор. 옥련선원?, 玉蓮禪院?) — буддийский монастырь в Суён-гу города-метрополии Пусан, Республика Корея.

## История
Оннёнсонвон был построен в 607 году монахом Вонхё. В это время, название этого храма было «Пэксанса», и в 910 года Чхве Чхивон остался в храме. В 1635 году монах Хэун давал новое название храма — «Оннёнам». В 1976 года монах Хёндин создал реконструировал зал Похёнджон, потом давал новое название храма — «Оннёнсонвон». В храме находится зал Тэунджон, зал Симуджон, павильон Нэвонджон, павильон Сурёнджон, зал Оннён и детский сад при храме Оннёнсонвон и каменное изваяние Майтрейи. Особенно каменное изваяние Майтрейи — самое большое каменное изваяние Будды в Республике Корея.